# Hanns Ernst Jäger
Hanns Ernst Jäger (* 1. Jänner 1910 in Wien; † 15. August 1973 in München) war ein österreichischer Schauspieler und Hörspielsprecher.

## Leben und Wirken
Der Sohn eines Kriminalrats studierte nach dem Abitur zunächst Jura und Medizin. Sein Bühnendebüt gab er 1937 am Wiener Scala-Theater. Es folgten Engagements in Linz, Graz und Chemnitz. Von 1941 bis 1944 trat Jäger in Darmstadt auf. Rollen hier waren Karl Moor in Die Räuber, die Titelfigur in Egmont, Achilles in Penthesileia, Leicester in Maria Stuart, die Titelfigur in Goethes Faust, Tellheim in Minna von Barnhelm und Mark Anton in Julius Caesar.
Anschließend war er Kriegsteilnehmer. Nach seiner Entlassung aus der Kriegsgefangenschaft kam er über Baden-Baden, Essen, Mannheim und Frankfurt am Main 1951 zu dem Ensemble des Schauspielhaus Bochum. Bei der Wiedereröffnung des Hauses stand er bei der ersten Aufführung als Richard III. im gleichnamigen Stück von Shakespeare auf der Bühne. Er blieb bis 1955 in Bochum, anschließend war er 1955 bis 1958 am Wiener Burgtheater verpflichtet. Danach arbeitete er freischaffend unter anderem in Essen, Karlsruhe, Mannheim, Frankfurt, München und Wien.
Jäger wurde besonders durch Aufführungen von Stücken Bertolt Brechts bekannt. Er verkörperte Puntila in Herr Puntila und sein Knecht Matti, Schweyk in Schweyk im Zweiten Weltkrieg, Galilei in Leben des Galilei, den Koch in Mutter Courage und ihre Kinder und etwa ein Dutzend Mal den Dorfschreiber Adzak in Der kaukasische Kreidekreis.
Weitere Rollen waren in Bochum die Titelrolle in Heinrich von Kleists Amphitryon, Kurfürst in Prinz Friedrich von Homburg, Marquis Posa in Don Karlos, Lopachin in Der Kirschgarten, Shylock in Der Kaufmann von Venedig (1952) und die Titelfigur in Othello.
Außerdem spielte er den Dorfrichter Adam in Der zerbrochne Krug, Theodor in Hugo von Hofmannsthals Posse Der Unbestechliche (1961, Theater am Kurfürstendamm), den Diener Ludwig in Martin Walsers Schauspiel Überlebensgroß Herr Krott (1964, Staatstheater Stuttgart), Xanter in der Uraufführung von Herbert Asmodis Stirb und werde (1967) und Käsebier in Rolf Schneiders Dieb und König (1969).
Jäger gastierte bei den Ruhrfestspielen in Recklinghausen unter anderem als Pastor Parish in Arthur Millers Hexenjagd (1966) und in seiner Paraderolle als Schweyk (1967).1972, ein Jahr vor seinem Tod, spielte er einen verkracht-gealterten Komiker in der Fernsehserie Der Kommissar (Folge Das Ende eines Humoristen) mit für eine Krimiserie außergewöhnlich tragischen Zügen.
Er war auch ein vielbeschäftigter Hörspielsprecher. Zu seinen unzähligen Rollen in diesem Medium gehörte auch die Darstellung des Filmregisseurs Vince Langham im elften Paul-Temple-Mehrteiler mit dem Titel Paul Temple und der Fall Genf, mit René Deltgen, Irmgard Först und Paul Klinger.
Während einer Aufführung von Herr Puntila und sein Knecht Matti erlitt er einen Zusammenbruch und starb in einem Münchener Krankenhaus an Herzversagen. Er ruht auf dem Salzburger Kommunalfriedhof.

## Filmografie (Auswahl)
- 1955: Der Bär
- 1955: Dunja
- 1958: Der kaukasische Kreidekreis
- 1959: Und ewig singen die Wälder
- 1960: Strafbataillon 999
- 1960: Division Brandenburg
- 1960: Es ist soweit (Durbridge-Sechsteiler)
- 1961: Die Ehe des Herrn Mississippi
- 1961: Schweyk im Zweiten Weltkrieg
- 1963: Das Kriminalmuseum: Die Frau im Nerz
- 1964: Gewagtes Spiel: Der Fall Künitzer
- 1965: Der Kardinal von Spanien
- 1968: Das Schloß
- 1968: Sherlock Holmes: Das Haus bei den Blutbuchen
- 1969: Die Kuba-Krise 1962
- 1969: Hotel Royal
- 1970: Der Kommissar: Der Mord an Frau Klett
- 1971: Kein Geldschrank geht von selber auf
- 1972: Der Kommissar: Ende eines Humoristen
- 1973: Die Reise nach Mallorca

## Hörspiele (Auswahl)
- 1953: Wem gehört der Peter? – Regie: Kurt Meister (12 Teile)
- 1953: Sie klopfen noch immer – Regie: Eduard Hermann
- 1954: Der Durchbruch – Regie: Eduard Hermann
- 1955: Die Zerstörung von Slawasch – Regie: Fritz Schröder-Jahn
- 1956: Die Tragödie auf der Jagd – Regie: Eduard Hermann
- 1960: Friedrich Dürrenmatt: Der Doppelgänger – Regie: Gustav Burmester (Kriminalhörspiel – NDR/BR)
- 1960: Der Reigenprozeß – oder: Die Kunst Anstoß zu nehmen – Regie: Fritz Schröder-Jahn
- 1961: Maigret und die Bohnenstange (nach Georges Simenon, in einer Bearbeitung von Gert Westphal) – Regie: Heinz-Günter Stamm
- 1962: Günter Eich: Der Tiger Jussuf – Regie: Otto Kurth (Hörspiel – BR)
- 1962: Ernst Nebhut: Der Stundenhändler – Regie: Otto Kurth (Hörspiel – WDR)
- 1962: Bertolt Brecht: Das Verhör des Lukullus – Regie: Rudolf Noelte
- 1962: Jean-Paul Sartre: Nekrassow – Regie: Peter Arthur Stiller (Hörspiel – SR)
- 1964: Schwarze Memoiren – Regie: Paul Land (8 Teile)
- 1964: Auferstehung – Regie: Cläre Schimmel
- 1964: Der Prozeß um des Esels Schatten – Regie: Otto Kurth
- 1964: Die Ratten – Regie: Walter Ohm
- 1965: Verlaine Twist – Regie: Otto Düben
- 1966: Arthur Conan Doyle: Der Hund von Baskerville – Regie: Heinz-Günter Stamm
- 1966: Francis Durbridge: Paul Temple und der Fall Genf – Regie: Otto Düben (6 Teile) (Original-Hörspiel – WDR)
- 1967: Die sieben tugendhaften Todsünden – Regie: Otto Düben
- 1969: Dylan Thomas: Unter dem Milchwald – Regie: Raoul Wolfgang Schnell (Hörspiel – BR/WDR)